# بلوندل دو نول
بلوندل دو نول (به فرانسوی: Blondel de Nesle) شاعر قرن دوازدهم میلادی اهل فرانسه است. سرودن ۲۵ شعر را به او نسبت می‌دهند. او به شاه انگلیس ریچارد اول انگلستان ملقب به ریچارد شیردل (Richard Cœur-de-Lion) بسیار نزدیک بوده است و در تمام نبردها او را همراهی می‌کرده است.